# Larvs församling
Larvs församling var en församling i Skara-Barne kontrakt i Skara stift. Församlingen ligger i Vara kommun i Västra Götalands län och ingick i Vara pastorat. Församlingen uppgick 2018 i Varabygdens församling.

## Administrativ historik
Församlingen har medeltida ursprung. I församlingen införlivades tidigast 1552 en del av Borga församling och efter 1555 Edums församling.
Församlingen var till 2002 moderförsamling i pastoratet Larv, Längjum och Tråvad, som till 1962 även omfattade Södra Lundby församling, till omkring 1800 Vässby församling och åtminstone till 1555 Edums församling. Församlingen införlivade 2002 Längjums och Tråvads församlingar och ingick därefter i Vara pastorat. Församlingen uppgick 2018 i Varabygdens församling.
Församlingskod var 147024.

## Organister
| Period    | Namn          | Levnadstid | Övrigt   |
| --------- | ------------- | ---------- | -------- |
| 1786–1836 | Karl Bergsten | 1763–1836  | Organist |
| 1838–1879 | Hans Lundborg | 1801–1879  | Organist |

## Kyrkor
- Larvs kyrka
- Längjums kyrka
- Tråvads kyrka